# 梅日利斯卡
51°3′21″N 29°22′3″E / 51.05583°N 29.36750°E
梅日利斯卡（烏克蘭語：Межиліска），是烏克蘭北部的村莊，隸屬日托米爾州的科羅斯滕區。該村面積1.21平方公里，海拔高度159米，2001年人口250，人口密度每平方公里207.13人。